# Ster Elektrotoer 2001
Lo Ster Elektrotoer 2001, quindicesima edizione della corsa e prima con questa denominazione, si svolse dal 12 al 16 settembre su un percorso di 844 km ripartiti in 6 tappe, con partenza da 's Hertogenbosch e arrivo a Schijndel. Fu vinto dal francese Xavier Jan della squadra Big Mat-Auber 93 davanti allo svizzero Marcel Strauss e all'austriaco René Haselbacher.

## Tappe
| Tappa  | Data         | Percorso                                    | km   | Vincitore di tappa | Leader cl. generale  |
| ------ | ------------ | ------------------------------------------- | ---- | ------------------ | -------------------- |
| 1ª     | 12 settembre | 's Hertogenbosch > 's Hertogenbosch         | 192  | Allan Bo Andresen  | Allan Bo Andresen    |
| 2ª     | 13 settembre | Maasdriel > Maasdriel                       | 194  | Bart Voskamp       | Allan Bo Andresen    |
| 3ª     | 14 settembre | Valkenburg > Valkenburg                     | 91   | Luca Mazzanti      | Christophe Detilloux |
| 4ª     | 14 settembre | Valkenburg > Valkenburg (cron. individuale) | 10,3 | Bart Voskamp       | René Haselbacher     |
| 5ª     | 15 settembre | Valkenburg > Verviers                       | 183  | Bert Hiemstra      | Xavier Jan           |
| 6ª     | 16 settembre | Valkenburg > Schijndel                      | 174  | Rudi Kemna         | Xavier Jan           |
| Totale | Totale       | Totale                                      | 844  |                    |                      |

## Dettagli delle tappe

### 1ª tappa
- 12 settembre: 's Hertogenbosch > 's Hertogenbosch – 192 km

| Pos. | Corridore            | Squadra      | Tempo    |
| ---- | -------------------- | ------------ | -------- |
| 1    | Allan Bo Andresen    | Fakta        | 4h06'51" |
| 2    | Christophe Detilloux | Collstrop    | s.t.     |
| 3    | René Haselbacher     | Gerolsteiner | s.t.     |

| Pos. | Corridore         | Squadra | Tempo    |
| ---- | ----------------- | ------- | -------- |
| 1    | Allan Bo Andresen | Fakta   | 4h06'41" |

### 2ª tappa
- 13 settembre: Maasdriel > Maasdriel – 194 km

| Pos. | Corridore     | Squadra         | Tempo    |
| ---- | ------------- | --------------- | -------- |
| 1    | Bart Voskamp  | Bankgiroloterij | 4h32'23" |
| 2    | Edwin Dunning | Axa             | a 22"    |
| 3    | Rudi Kemna    | Bankgiroloterij | a 24"    |

| Pos. | Corridore         | Squadra | Tempo    |
| ---- | ----------------- | ------- | -------- |
| 1    | Allan Bo Andresen | Fakta   | 8h39'25" |

### 3ª tappa
- 14 settembre: Valkenburg > Valkenburg – 91 km

| Pos. | Corridore     | Squadra       | Tempo    |
| ---- | ------------- | ------------- | -------- |
| 1    | Luca Mazzanti | Fassa Bortolo | 2h10'29" |
| 2    | Tom Cordes    |               | a 10"    |
| 3    | Raphael Jeune | CSC           | a 11"    |

| Pos. | Corridore            | Squadra   | Tempo     |
| ---- | -------------------- | --------- | --------- |
| 1    | Christophe Detilloux | Collstrop | 10h50'10" |

### 4ª tappa
- 14 settembre: Valkenburg > Valkenburg (cron. individuale) – 10,3 km

| Pos. | Corridore        | Squadra         | Tempo  |
| ---- | ---------------- | --------------- | ------ |
| 1    | Bart Voskamp     | Bankgiroloterij | 13'18" |
| 2    | Stéphane Heulot  | Big Mat         | a 9"   |
| 3    | René Haselbacher | Gerolsteiner    | a 24"  |

| Pos. | Corridore        | Squadra      | Tempo     |
| ---- | ---------------- | ------------ | --------- |
| 1    | René Haselbacher | Gerolsteiner | 11h03'57" |

### 5ª tappa
- 15 settembre: Valkenburg > Verviers – 183 km

| Pos. | Corridore       | Squadra         | Tempo    |
| ---- | --------------- | --------------- | -------- |
| 1    | Bert Hiemstra   | Bankgiroloterij | 4h46'27" |
| 2    | Stéphane Heulot | Big Mat         | s.t.     |
| 3    | Luca Mazzanti   | Fassa Bortolo   | s.t.     |

| Pos. | Corridore  | Squadra | Tempo     |
| ---- | ---------- | ------- | --------- |
| 1    | Xavier Jan | Big Mat | 15h51'02" |

### 6ª tappa
- 16 settembre: Valkenburg > Schijndel – 174 km

| Pos. | Corridore        | Squadra         | Tempo    |
| ---- | ---------------- | --------------- | -------- |
| 1    | Rudi Kemna       | Bankgiroloterij | 4h10'26" |
| 2    | Hans Dekkers     |                 | s.t.     |
| 3    | René Haselbacher | Gerolsteiner    | s.t.     |

| Pos. | Corridore        | Squadra      | Tempo     |
| ---- | ---------------- | ------------ | --------- |
| 1    | Xavier Jan       | Big Mat      | 20h01'30" |
| 2    | Marcel Strauss   | Gerolsteiner | a 4"      |
| 3    | René Haselbacher | Gerolsteiner | a 19"     |

## Classifiche finali

### Classifica generale
| Pos. | Corridore        | Squadra                 | Tempo     |
| ---- | ---------------- | ----------------------- | --------- |
| 1    | Xavier Jan       | Big Mat-Auber 93        | 20h01'30" |
| 2    | Marcel Strauss   | Gerolsteiner            | a 4"      |
| 3    | René Haselbacher | Gerolsteiner            | a 19"     |
| 4    | Michael Albasini |                         | a 1'00"   |
| 5    | Artur Babaitsev  | Team Nürnberger         | s.t.      |
| 6    | Andrea Moletta   |                         | a 1'24"   |
| 7    | Stéphane Heulot  | Big Mat-Auber 93        | a 1'27"   |
| 8    | Roy Sentjens     |                         | a 1'30"   |
| 9    | Bart Voskamp     | Bankgiroloterij-Batavus | a 1'43"   |
| 10   | Andrej Gimpelj   | Krka-Telekom Slovenije  | a 1'48"   |